# Groen Gas Nederland
Groen Gas Nederland is een landelijke stichting die alle informatie op het gebied van  groen gas en biogas verzamelt en bundelt om de ontwikkelingen op de groengasmarkt te versnellen en de productie van groen gas te verhogen. Groen Gas Nederland werkt hiertoe samen met agrariërs, de afvalsector, de voeding- en genotmiddelenindustrie, de agrosector, energiebedrijven, netbeheerders, projectontwikkelaars, banken en overheden.
Groen Gas Nederland werd in november 2010 opgericht. De oprichters van de stichting zijn de provincie Friesland, de gemeente Leeuwarden, Netbeheer Nederland, Gasunie, GasTerra, Eneco, Essent, E.ON Benelux en LTO Noord. 

## Doel en doelgroep
Groen Gas Nederland is opgericht voor een periode van tweeënhalf jaar. De stichting wil dat groengasprojecten binnen deze termijn op een dusdanige manier worden gestimuleerd en ondersteund, dat in 2014 minstens 300 miljoen kubieke meter groen gas wordt geproduceerd. Groen Gas Nederland hoopt dat de groengasmarkt vanaf 2014 op eigen benen kan staan en zelfstandig de stap maakt naar een productie van 3 miljard kubieke meter groen gas in 2030. 
Groen Gas Nederland richt zich in eerste instantie op ondernemers die warmte, groen gas, stroom en/of transportbrandstoffen uit biogas produceren. Verder bestaat de stichting voor iedereen die betrokken is, of betrokken wil raken bij de productie en toepassing van groen gas. De stichting profileert zich daarnaast als het informatieplatform voor iedereen die met groen gas te maken heeft, of erin geïnteresseerd is.

## Kenniscentrum
Groen Gas Nederland beschikt over een nationaal kenniscentrum dat alle kennis over groen gas en biogas verzamelt en bundelt. Het kenniscentrum is gevestigd op de Dairy Campus in het Friese Goutum.